# 李兆洛

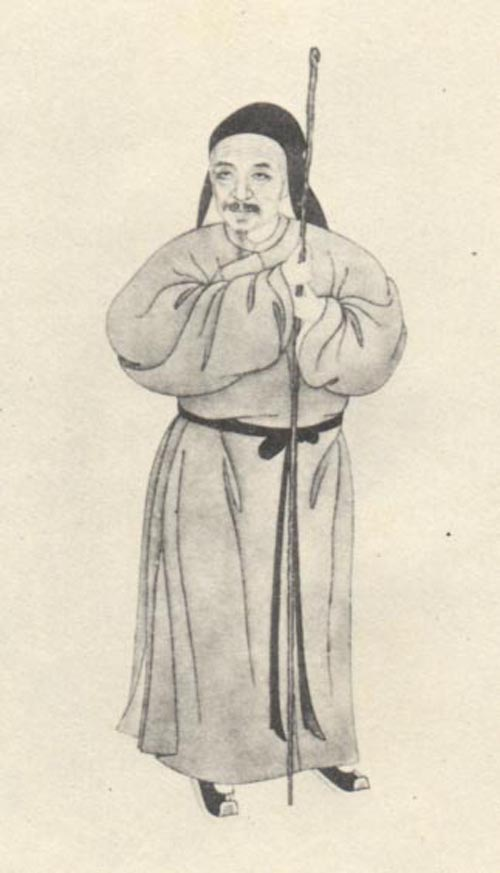
《清代学者像传》第一集之《李兆洛像》

李兆洛（1769年—1841年），原姓王，字申耆，號養一，江蘇陽湖（今屬常州）人，清朝政治人物、地理学家、文学家，進士出身。

## 生平
嘉庆九年（1804年）甲子科江南鄉試第一名舉人（解元）。嘉慶十年（1805年）登乙丑科进士，殿試二甲第二名。曾任凤台縣知县。后主讲江阴书院。精通音韵、史地、历算之学，颇推崇对桐城派的文章。姚瑩稱他為“東南講習第一人”。

## 著作

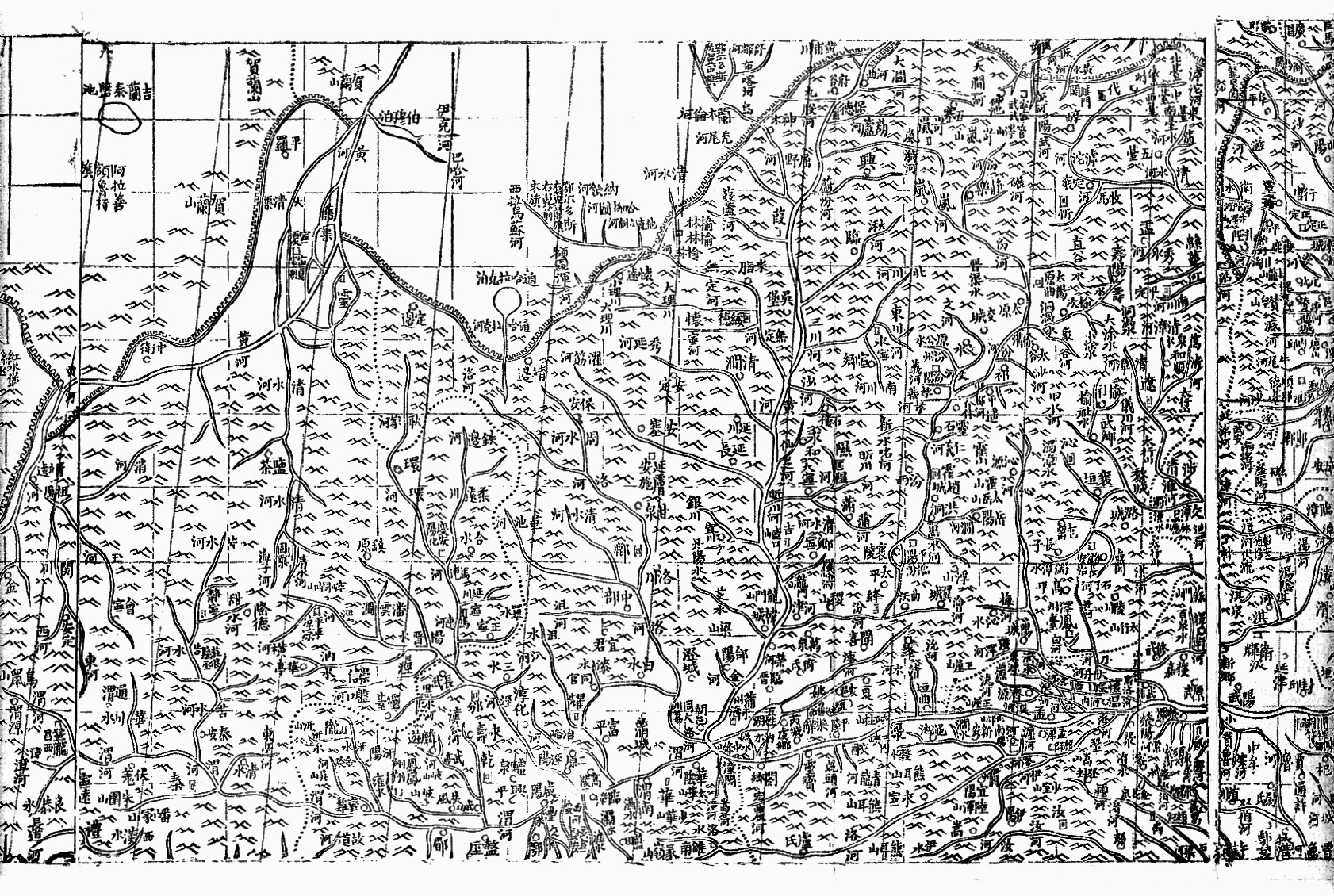
《皇朝一統輿地全圖》西北部分

著有《养一斋集》、《历代地理志韵编今释》、《历代地理沿革图》、《皇朝舆地韵编》、《皇朝一統輿地全圖》等，文选有《骈体文钞》。

## 延伸阅读
[在维基数据编辑]
 《清史稿/卷273》
 《清史稿/卷486》，出自趙爾巽《清史稿》
 在维基共享资源阅览影像